# Haworthiopsis coarctata var. tenuis
Haworthiopsis coarctata var. tenuis, coneguda abans com Haworthia coarctata var. tenuis, és una varietat de Haworthiopsis coarctata i està dins del gènere Haworthiopsis.

## Descripció
Hawortthiopsis coarctata var. tenuis és una petita suculenta que té les rosetes la meitat del diàmetre de la varietat coarctata de fins a 45 cm d'alçada i s'arrosseguen i s'arrelen allà on toquen el sòl. Les seves fulles són coriàcies, més afilades i punxegudes que la varietat coarctata; i amb punts blancs, més esveltes. Les seves flors són blanques.

## Distribució i hàbitat
Haworthiopsis coarctata var. tenuis creix a la província sud-africana del Cap Oriental, només se la coneix a prop d'Alexandria, al riu Bushman.

## Taxonomia
Haworthiopsis coarctata var. tenuis va ser descrita per (G.G.Sm.) G.D.Rowley i publicat a Alsterworthia Int., Special Issue 10: 4, a l'any 2013.
Etimologia
L'epítet varietal tenuis prové del llatí i significa "esvelt".
Sinonímia
- Haworthia reinwardtii var. tenuis G.G.Sm., J. S. African Bot. 14: 51 (1948). (Basiònim/Sinònim substituït)
- Haworthia coarctata var. tenuis (G.G.Sm.) M.B.Bayer, Natl. Cact. Succ. J. 28: 86 (1973).
- Haworthia tenuis (G.G.Sm.) Breuer, Gen. Haworthia 1: 8 (2010).
- Haworthiopsis reinwardtii var. tenuis (G.G.Sm.) Breuer, Alsterworthia Int. 16(2): 7 (2016).[8]